# 모스버거

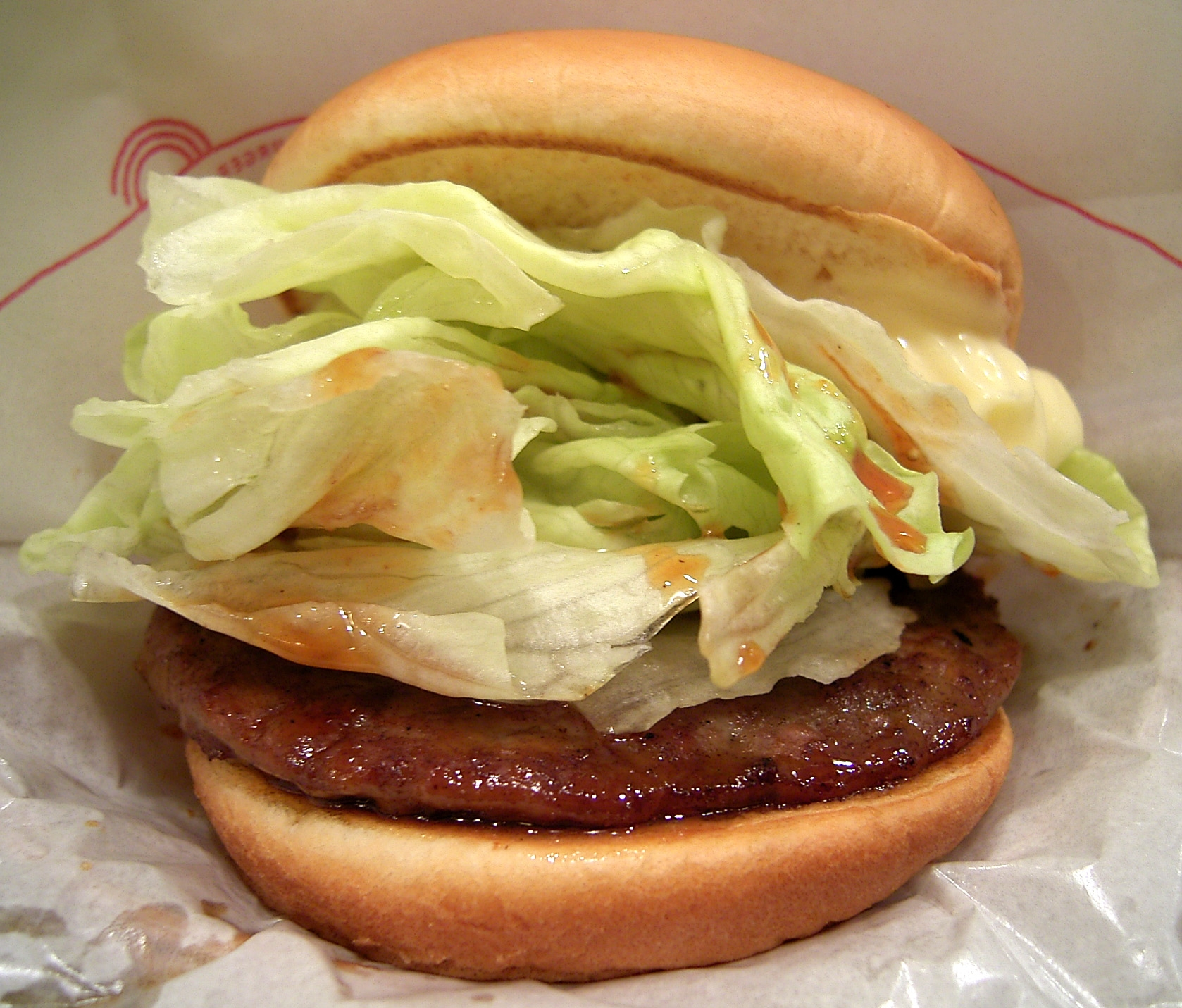
모스 데리야키 버거

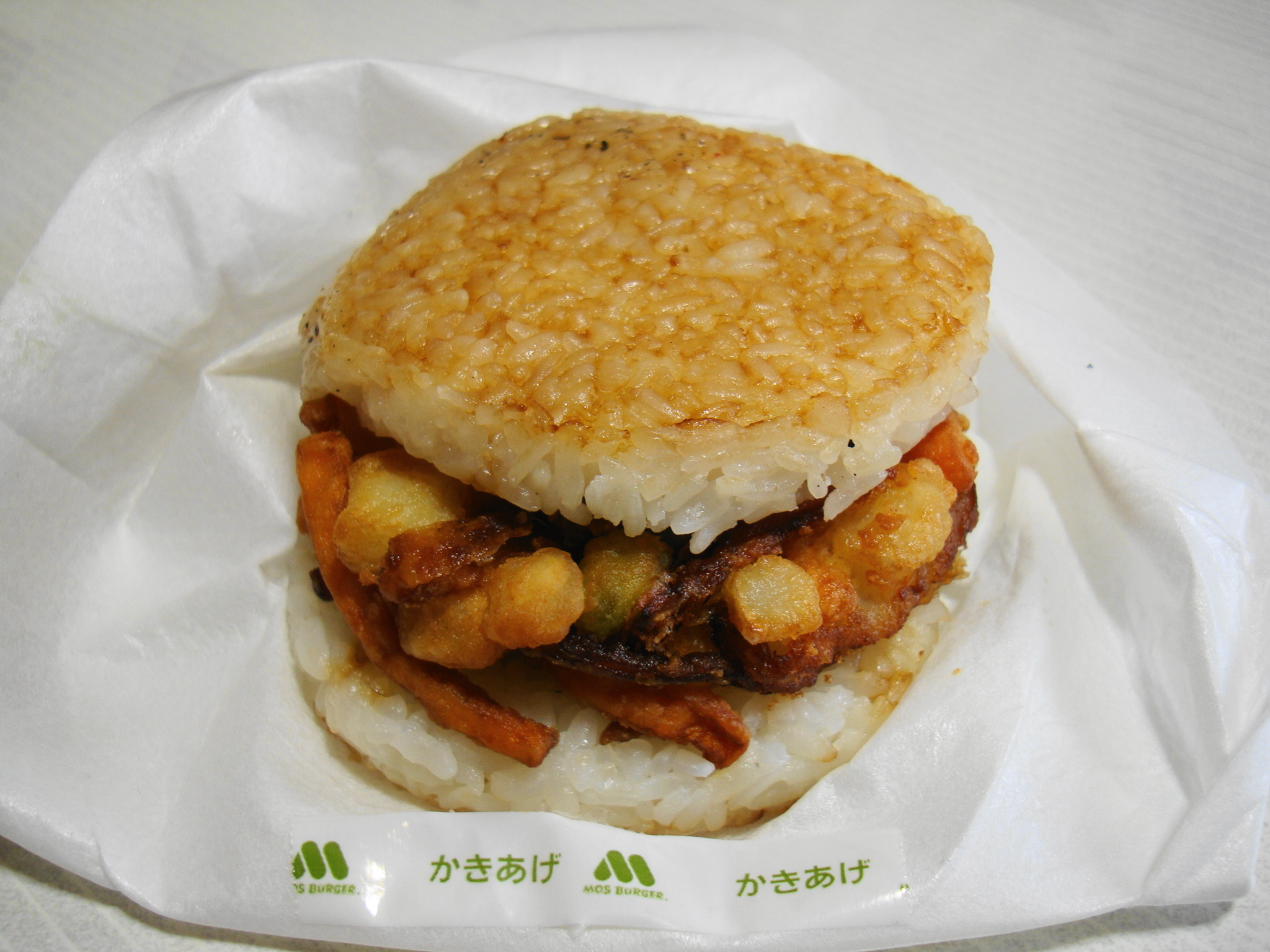
모스버거에서 별도로 선보인 라이스버거의 모습

모스버거(モスバーガー, MOS BURGER)는 일본의 햄버거 체인점이다. 또한 거기서 판매되고 있는 햄버거의 명칭이기도 하다. MOS라는 이름의 유래는 M은 Mountain, O는 Ocean, S는 Sun에서 왔다. 맥도날드가 일본에서 규모를 빠르게 확장하던 1972년, 일본의 젊은 직장인이었던 사쿠라다 사토시는 로스앤젤레스 지사에서 근무하며 햄버거를 처음 맛본 후 직장을 그만 두고 패스트푸드 비즈니스를 시작했다. 그는 단 하루만에 친구들로부터 모은 자본을 발판으로 일본인들의 입맛에 맞는 햄버거 가게를 차렸다. 그리고 베이컨 버거와 감자튀김 대신 카레 핫도그와 우엉뿌리 라이스 버거 등 특별한 메뉴를 만들어 손님들을 유혹했다.
모스버거는 흔히 수제버거라고 알려져 있지만, 고기 패티를 비롯한 모든 제품을 반조리 상태의 냉동 식품으로 사용하기 때문에 수제버거라기보다는 패스트푸드에 가깝다.
대한민국에는 2011년, 미디어윌과 일본의 본사가 합작 하여 이듬해인 2012년에 서울특별시 송파구 잠실 롯데백화점 내에 처음 문을 열었다.
그 외에도 2009년에는 모스버거가 일부 매장에 한하여 콜라 등 탄산음료 제품에 한하여 코카콜라에서 펩시로 변경된 적이 있었다.

## 지점

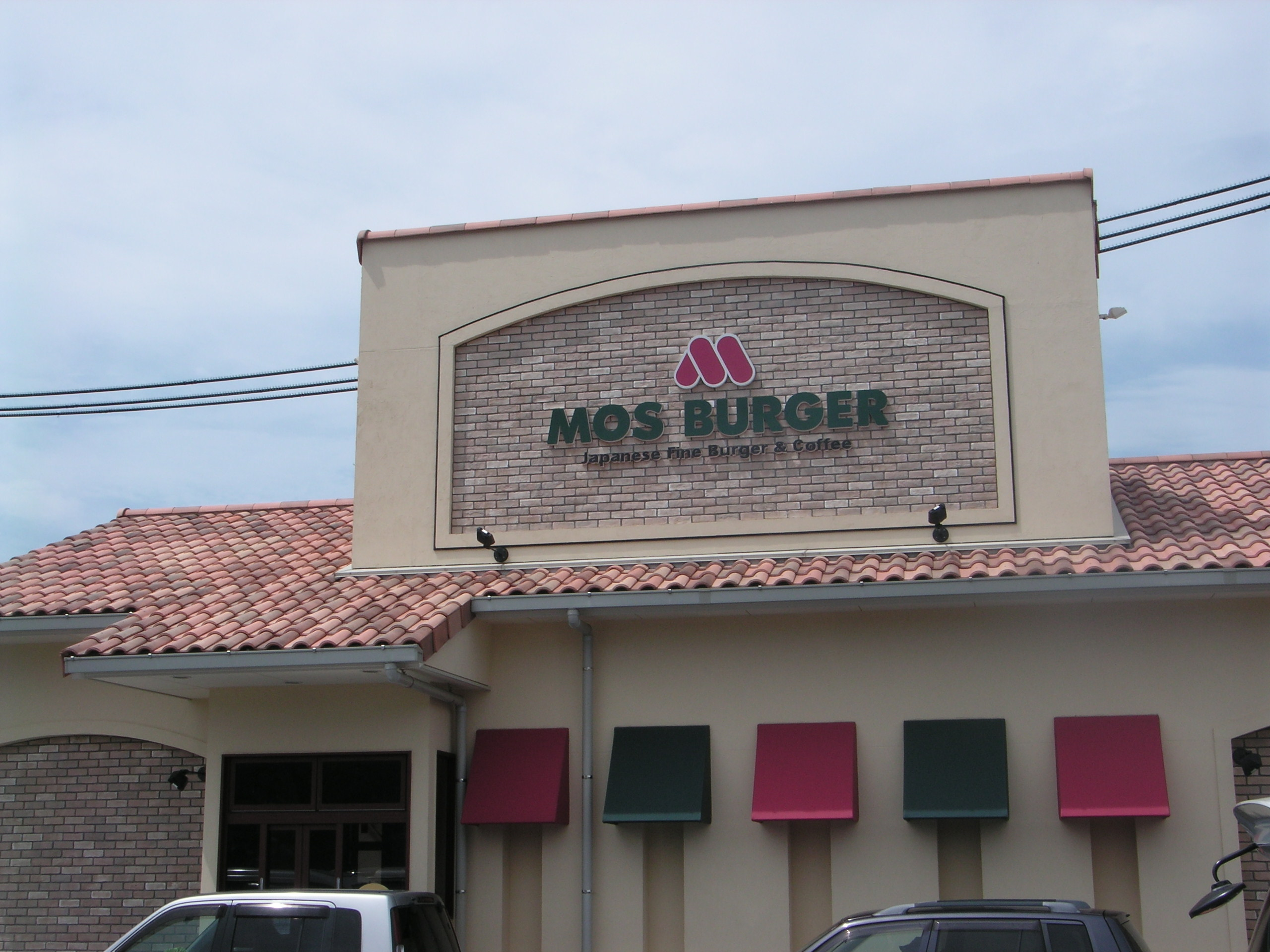
와카야마현 시라하마정에 있는 모스버거

2020년 2월 현재 일본 외에 9개국에 진출해 1,721개 점포를 운영하고 있다. 대한민국 내에 12개의 매장이 있다.

## 불상사

### 일본
일본의 경우 2018년 9월 10일에는 모스버거를 먹고 대장균군 중의 하나인 O-121에 걸린 사실도 있었다. 그러나 사건이 터지던 당시의 감염자만 하여도 어린이, 20대 여성, 20대 남성 등 총합 28명에 이른 것으로 집계되어 있다. 

### 대한민국
대한민국의 경우, 2018년 당시 이 회사와 미디어윌이 합작하여 세워진 모스버거 코리아가 일본산 식재료를 사용하지 않습니다라는 문구가 적발됨에 따라, 이와 관련된 전단물이나 홍보물을 매장을 통해 소비자에게 배포되어 파문을 겪는 경우도 있었다. 그후 일본 본사에서 지도를 철저히 하겠다고 사과했다.  

## 같이 보기
- 롯데리아
- 맥도날드